# Kamil Piotrowicz Sextet
Kamil Piotrowicz Sextet – zespół grający muzykę improwizowaną na autorskich kompozycjach Kamila Piotrowicza, traktujących jazz jako punkt wyjścia. W skład zespołu wchodzą: Tomasz Dąbrowski (trąbka), Kuba Więcek (saksofon altowy), Piotr Chęcki (saksofon tenorowy), Andrzej Święs (kontrabas), Krzysztof Szmańda (perkusja, wibrafon) oraz Kamil Piotrowicz (fortepian, make noise 0-coast syntezator, kompozycje).

## Twórczość
Pierwsze dwa wydawnictwa zespołu Popular Music z 2016 roku i Product Placement z 2018 roku otrzymały nominacje do nagrody „Fryderyk” w kategorii Album Roku Jazz w kolejnym roku po ich wydaniu.

## Nagrody
Kamil Piotrowicz trzymał w 2016 roku nagrodę „Młody Twórca Kultury „Miasta Gdańska”, a w 2018 roku Zachodniopomorską Nagrodę Kulturalną „Pro Arte”.

## Dyskografia
| Rok  | Tytuł |
| 2016 | Popular Music - Wykonawca: Kamil Piotrowicz Sextet - Data: 24 października 2016 - Wydawca: Hevhetia           |
| 2018 | Product Placement - Wykonawca: Kamil Piotrowicz Sextet - Data: 26 października 2018 - Wydawca: Howard Records |
| 2020 | Weird Heaven - Wykonawca: Kamil Piotrowicz Sextet - Data: 23 września 2022 - Wydawca: Howard Records          |